# Rudi Carrell

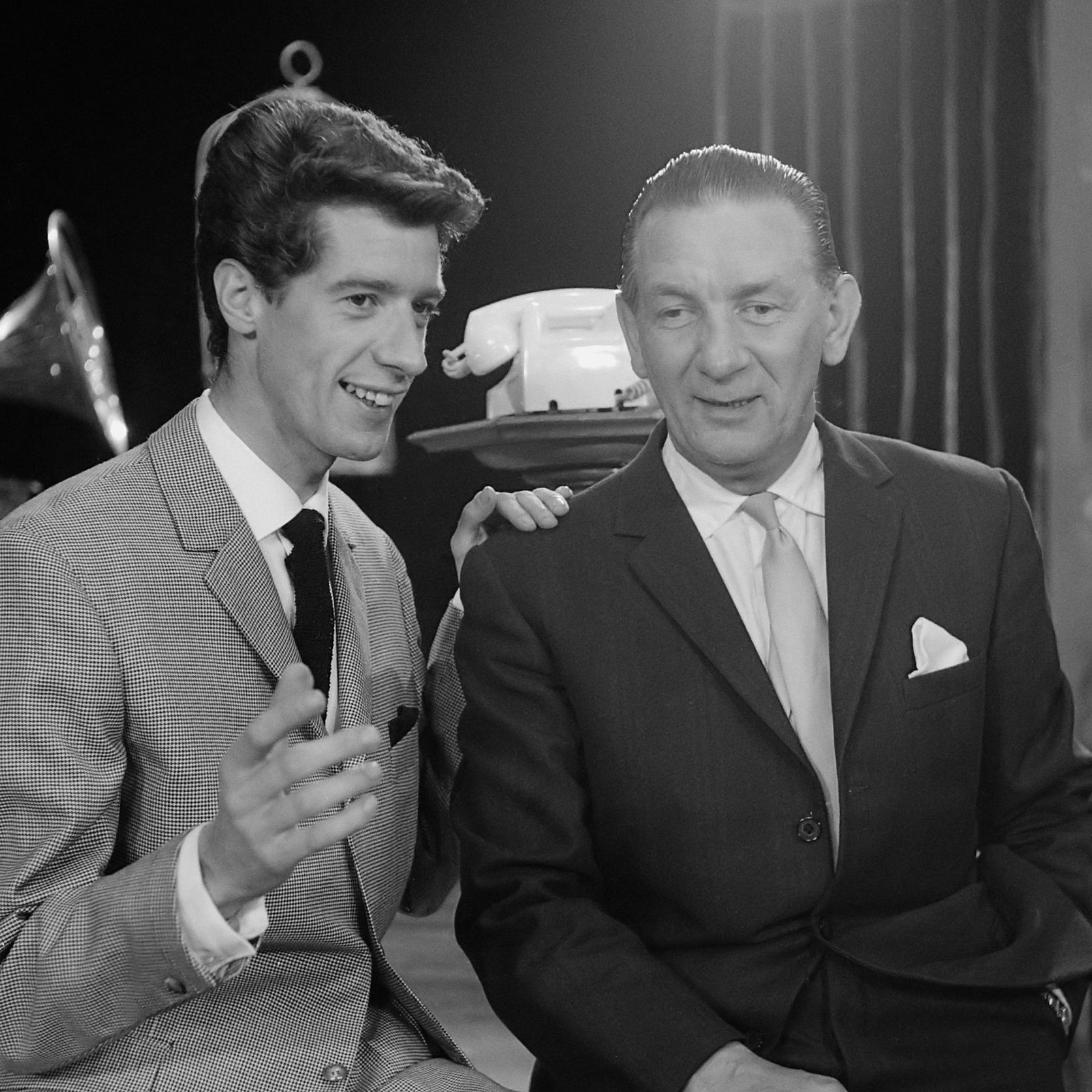
Rudi en zijn vader, André, in 1960

Rudi Carrell, artiestennaam van Rudolf Wijbrand Kesselaar (Alkmaar, 19 december 1934 – Bremen, 7 juli 2006), was een entertainer, zanger, showmaster, filmproducent en acteur. Hij begon zijn carrière in Nederland bij de radio en televisie en werkte vervolgens bij Duitse zenders. Hij werd in Duitsland een uiterst populaire tv-persoonlijkheid met spelshows en andere formats. Hij woonde sinds 1974 in Syke, een plaats ten zuiden van Bremen.

## Levensloop
De vader en de grootvader van Carrell waren beiden werkzaam in de showbusiness. Zijn vader gebruikte daarbij de naam André Carrell. De jonge Rudolf verving op 17 oktober 1953 André tijdens een feestavond voor ambtenaren in Arnhem, waarna André Rudolf in zijn gezelschap opnam. Daarmee deed Rudolf zijn intrede in de showbusiness. Hij trad in 1955 voor de AVRO wekelijks in het radioprogramma De bonte dinsdagavondtrein op. Carrell brak in 1959 ook op de televisie door met de maandelijkse Rudi Carrell Show.
Hij werd nationaal bekend door zijn deelname aan het Eurovisiesongfestival van 1960 met het liedje Wat een geluk. Dat werd in Nederland wel populair, maar op het festival voorlaatste: alleen dat van Luxemburg eindigde nog achter hem. Het beviel hoe hij na het festival over zichzelf grappen kon maken.
Andere liedjes waarmee hij in Nederland populair werd zijn Een ballonnetje, Een muis in een molen, De hoogste tijd en Samen een straatje om. Zijn optreden in de Rudi Carrell Show als bewoner van een onbewoond eiland met het aapje Vrijdag en Esther Ofarim als zeemeermin is beroemd. Met deze show won Carrell in 1964 de Zilveren Roos op het festival van Montreux. Eén jaar eerder in 1963 had hij ook al de Nipkowschijf van de Nederlandse televisierecensenten mogen ontvangen.
De Duitse carrière van Carrell begon in 1965, toen Radio Bremen interesse toonde voor zijn werk. Daar in Bremen begon hij met de tweemaandelijkse televisieshow 
Rudi Carrell Show. Vanaf 1974 presenteerde hij Am laufenden Band, de Duitse versie van Eén van de acht. Rudi Carrell had als persoonlijk adviseur de Nederlander Dick Harris, die de show ook regisseerde. Ook andere Nederlanders werkten voor Carrell in Duitsland.
Carrell maakte vanaf 1970 in Duitsland ook een aantal speelfilms: Wenn die tollen Tanten kommen, Tante Trude aus Buxtehude en in 1971 Rudi, benimm dich en anderen. Ook al waren sommige films zeer succesvol (de eerste trok drie miljoen kijkers) en ondanks de hoge gages, was Carrell allesbehalve trots op die simpele komedies. Hij verafschuwde het zelfs om in vrouwenjurken als Tante op het doek te verschijnen.
Carrell speelde in 1971 en 1972 in de shows van Bobbejaan Schoepen in Bobbejaanland (België), een toenmalige trekpleister voor (inter)nationale variété-artiesten. Hij werd diens buur en vriend (later, in 1974, zouden ze ook nog samen duetten zingen in de televisieshows van Carrell).
Na zijn verblijf in België keerde Carrell terug naar Duitsland, waar hij ook succes oogstte als zanger. Zo had hij in 1975 veel succes met het lied Wann wird's mal wieder richtig Sommer?: een vertaling van het lied 't Is weer voorbij die mooie zomer, dat in Nederland in 1973 met Gerard Cox een hit werd.
In februari 1987 ontstond een schandaal rond Carrell. In zijn Rudis Tagesshow presenteerde hij toen een filmpje waarin een menigte vrouwen te zien is die bh’s gooiden naar de Iraanse ayatollah Khomeini. Dat werd wereldnieuws en in Teheran werd daarop met woedende betogingen gereageerd. Carrell moest zijn excuses aanbieden. Het fragment werd in Nederland pas twee jaar later op de televisie uitgezonden en in het programma Farce Majeure ook nog eens geparodieerd. 
Een andere, wat kleinere, rel ontstond in 2002, toen Carrell een grap maakte over de homoseksualiteit van de burgemeester van Berlijn en de door Carrell gesuggereerde onmogelijkheid die dat impliceerde om moskeeën te bezoeken.
Hij produceerde sinds 1996 voor RTL de show 7 Tage, 7 Köpfe, waarin hij zelf ook als een van de zeven panelleden te zien was. Sinds eind 2002 trad Carrell niet meer voor de camera op, maar op de achtergrond was hij nog steeds actief. 
In 2005 werd er bij hem, naar eigen zeggen een kettingroker, terminale longkanker vastgesteld. Hierdoor kreeg hij onder meer moeite met praten. Zijn voorlaatste optreden op de Duitse televisie, op 30 december 2005, in 7 Tage, 7 Köpfe, vond dan ook plaats zonder dat hij een woord zei.
Rudi Carrell overleed uiteindelijk ook aan de gevolgen van die longkanker. Hij werd 71 jaar oud.

## Privé
Carrell, die al eerder gehuwd was geweest en uit die verbintenis twee dochters had, trad in 1974 opnieuw in het huwelijk. Daaruit werd in 1977 een zoon geboren. Na het overlijden van zijn tweede vrouw, op 59-jarige leeftijd, trouwde hij op 7 februari 2001 opnieuw, met een zesendertig jaar jongere vrouw.

## Onderscheidingen en borstbeeld
In 2000 kreeg Carrell de penning van verdienste van de stad Alkmaar.
Carrell werd in 2001 in Nederland onderscheiden tot Ridder in de Orde van de Nederlandse Leeuw, dit vanwege zijn verdiensten voor de Nederlands-Duitse betrekkingen. In Duitsland kreeg hij al in 1985 om dezelfde reden het Bundesverdienstkreuz.
De Duitse deelstaat Nedersaksen reikte in 2005 de Münchhausenprijs uit aan Carrell, een prijs bedoeld voor personen of organisaties die de fantasie levendig houden.
Op 2 februari 2006 ontving hij de Goldene Kamera uitgereikt voor zijn gehele oeuvre. Deze uitreiking werd tevens zijn emotionele afscheid van het Duitse televisiepubliek.
Op 6 juli 2007 werd door zijn dochter Annemieke in Alkmaar een borstbeeld van Carrell onthuld. Het beeld, gemaakt door Carsten Eggers, stond aan de Heul, op de plaats van de voormalige schouwburg Het Gulden Vlies en waar Carrell voor het eerst voor publiek optrad. Het werd in 2013 naar het Canadaplein aldaar verplaatst. Hier is het in 2019 weer verwijderd en opgeslagen in Delft tot een andere locatie is vastgesteld.

## Werken
- Gib mir mein Fahrrad wieder, Wenen/München/Zürich/Innsbruck, 1979
- M'n fiets terug, Amsterdam, 1980

## Discografie
- 1960 - Wat een geluk / Panama Kanaal - 7"single - OMEGA - 9 35 259
- 1960 - Wat een geluk + Panama Kanaal / Niet voor mij + Droom en werkelijkheid - 7"EP - TRIO MUSIC - TM 45 110
- 1961 - Old Mac Donald's AOW / D'r moeder laat ons nooit alleen - 7"single - DECCA - FM 264 388
- 1963 - De Rudi(Robinson) Carrell(Crusoë) Show (met Esther Ofarim en Vrijdag) - 10"lp - PHILIPS - P 600 716 R
- 1965 - Een muis in een molen in mooi Amsterdam / Polonaise - 7"single - PHILIPS - JF 327 842
- 1968 - De hoogste tijd / Rottinkie - 7"single - IMPERIAL - IH 830
- 1968 - Mijn vriend de dokter / Praten met dieren - 7"single - BARCLAY - HBS 003
- 1969 - Ein Abend mit Rudi Carrell - 12"lp - SONIC - 9018
- 1969 - Die Erste / Für dich allein - 7"single - PHILIPS - PF 346 004
- 1969 - Ein kleines Kompliment / Ich geh' an deinem Haus vorbei - 7"single - EMI COLUMBIA - 1C 006 28062
- 1973 - Trimm dich und halte dich fit / Wir sind alle kleine Sünderlein (Aus seine Film Rudi benim dich) - 7"single - POLYDOR - 2041 420
- 1975 - Rudi Carrell - 12"lp - ARIOLA - 88 666 IT
- 1975 - Wann wird's mal wieder richtig sommer? / Heul nicht - 7"single - M MUSIC - 13 900 AT
- 1975 - La la la / Ich liebe dich - 7"single - M MUSIC - 16 401 AT
- 1976 - Trink doch einen mit / Wer kann heut' noch richtig flirten - 7"single - M MUSIC - MRC 4585
- 1976 - Samen een straatje om / La la la - 7"single - ARIOLA - 16 664 AT
- 1977 - Du bist mein Hauptgewinn / Jeder Mensch braucht ab und zu ein bisschen Schwein ... - 7"single - CBS - 5046
- 1978 - Goethe war gut - 12"lp - M MUSIC - MRC 83428
- 1978 - Goethe war gut / Mein Dorf (Het dorp) - 7"single - M MUSIC - MRC 6666
- 1978 - Trink doch einen mit / Die Mütter im park - 7"single - M MUSIC - MRC 7194
- 1979 - Zu viel Schaum, zu weinig Bier / Der Herr gab allen Tieren ihre Namen - 7"single - MONTANA - 101 077 100
- 1980 - Sie hat noch nie (Never been kissed) / Aber dennoch hat Herr Meier - 7"single - MONTANA - 102 260 100
- 1980 - Zij heeft nog nooit / Het wordt een moordknul - 7"single - ARIOLA - 102 438
- 1980 - Liebling die Deutschen sterben aus / Mahlze - 7"single - MONTANA - 102 471 100
- 1980 - Rudi, Rudi noch einmal - 12"lp - MONTANA - 202 835 365
- 1980 - Komkommertijd - 12"lp - ARIOLA - 203 001
- 1983 - Rudi's Schlagershow - 12"lp - ARIOLA - 205 239
- 1996 - Schlager am laufenden Band - cd - ARIOLA -
- 2000 - Sein ultimatives Album! - cd - LASERLIGHT - 4006408214199
- 2003 - Kein Sommer ohne Rudi - Zugaben am laufenden Band - cd - MONTANA - CD 06024 9865407

## NPO Radio 2 Top 2000
| Nummer met noteringen in de NPO Radio 2 Top 2000 | '99  | '00  |
| ------------------------------------------------ | ---- | ---- |
| Samen een straatje om                            | 1343 | 1469 |

1. ↑  Een vetgedrukt getal geeft de hoogste notering aan.
2. ↑  Deze tabel is bijgewerkt tot en met de laatste editie (2024).

## Enkele opmerkelijke citaten
- "Ik heb bewezen dat de Duitsers humor hebben."
- "Ik geloof niet in het leven na de dood. Als ik dood ben, is het gewoon over. Mijn leven was opwindend genoeg." [9]
- "Het feit dat ik hier nog sta om deze prijs in ontvangst te nemen, dank ik aan mijn ziektekostenverzekering, het medisch centrum Bremen en de Duitse farmaceutische industrie." (tijdens de uitreiking van de Goldene Camera in 2006)